# Französische Rugby-Union-Meisterschaft 1971/72
Die Saison 1971/72 war die 73. Austragung der französischen Rugby-Union-Meisterschaft (französisch Championnat de France de rugby à XV). Sie umfasste 64 Mannschaften in der ersten Division (heutige Top 14).
Die Meisterschaft begann mit der Gruppenphase, bei der in acht Gruppen je acht Mannschaften gegeneinander antraten. Die Erst- bis Viertplatzierten jeder Gruppe zogen in die Finalphase ein, während die Achtplatzierten in die zweite Division absteigen mussten. Es folgten Sechzehntel-, Achtel-, Viertel- und Halbfinale. Im Endspiel, das am 21. Mai 1972 im Stade de Gerland in Lyon stattfand, trafen die zwei Halbfinalsieger aufeinander und spielten um den Bouclier de Brennus. Dabei setzte sich die AS Béziers gegen den CA Brive durch und errang zum dritten Mal den Meistertitel.

## Gruppenphase
|    | Team               | Siege | Unent. | Ndlg. | Spiel- punkte | Diff. | Tabellen- punkte |
| -- | ------------------ | ----- | ------ | ----- | ------------- | ----- | ---------------- |
| 1. | AS Béziers         | 13    | 1      | 0     | 557:76        | + 481 | 27               |
| 2. | Stadoceste Tarbais | 9     | 0      | 5     | 226:170       | + 56  | 18               |
| 3. | Stade Lavelanétien | 8     | 0      | 6     | 243:194       | + 49  | 16               |
| 4. | US Montauban       | 5     | 1      | 8     | 212:198       | + 14  | 11               |
| 5. | Stade Poitevin     | 5     | 1      | 8     | 138:261       | − 123 | 11               |
| 6. | US Bergerac        | 5     | 0      | 9     | 126:286       | − 160 | 10               |
| 7. | AS Soustons        | 5     | 0      | 6     | 126:328       | − 202 | 10               |
| 8. | SC Angoulême       | 4     | 1      | 9     | 135:250       | − 115 | 9                |

|    | Team            | Siege | Unent. | Ndlg. | Spiel- punkte | Diff. | Tabellen- punkte |
| -- | --------------- | ----- | ------ | ----- | ------------- | ----- | ---------------- |
| 1. | RC Toulon       | 11    | 1      | 2     | 312:107       | + 205 | 23               |
| 2. | Stade Rochelais | 10    | 1      | 3     | 221:130       | + 91  | 21               |
| 3. | US Bressane     | 9     | 0      | 5     | 163:111       | + 52  | 18               |
| 4. | FC Grenoble     | 7     | 1      | 6     | 162:114       | + 48  | 15               |
| 5. | US Tyrosse      | 6     | 1      | 7     | 118:172       | − 54  | 13               |
| 6. | FC Oloron       | 5     | 1      | 8     | 93:142        | − 49  | 11               |
| 7. | US Quillan      | 4     | 0      | 10    | 107:242       | − 135 | 8                |
| 8. | SC Mazamet      | 1     | 1      | 12    | 94:252        | − 158 | 3                |

|    | Team             | Siege | Unent. | Ndlg. | Spiel- punkte | Diff. | Tabellen- punkte |
| -- | ---------------- | ----- | ------ | ----- | ------------- | ----- | ---------------- |
| 1. | CA Brive         | 14    | 0      | 0     | 424:99        | + 325 | 28               |
| 2. | USA Perpignan    | 9     | 2      | 3     | 220:143       | + 77  | 20               |
| 3. | Stade Dijonnais  | 9     | 1      | 4     | 203:127       | + 76  | 19               |
| 4. | Aviron Bayonnais | 7     | 2      | 5     | 209:186       | + 23  | 16               |
| 5. | CA Périgueux     | 4     | 1      | 9     | 182:249       | − 67  | 9                |
| 6. | RC Chalon        | 4     | 0      | 10    | 133:294       | − 161 | 8                |
| 7. | US Fumel Libos   | 3     | 1      | 10    | 117:219       | − 102 | 7                |
| 8. | US Oyonnax       | 2     | 1      | 11    | 106:277       | − 171 | 5                |

|    | Team                      | Siege | Unent. | Ndlg. | Spiel- punkte | Diff. | Tabellen- punkte |
| -- | ------------------------- | ----- | ------ | ----- | ------------- | ----- | ---------------- |
| 1. | SU Agen                   | 9     | 2      | 3     | 266:116       | + 150 | 20               |
| 2. | Castres Olympique         | 7     | 2      | 5     | 178:163       | + 15  | 16               |
| 3. | SO Chambéry               | 7     | 2      | 5     | 165:171       | − 6   | 16               |
| 4. | ES Avignon Saint-Saturnin | 7     | 1      | 6     | 169:131       | + 38  | 15               |
| 5. | Saint-Jean-de-Luz OR      | 6     | 2      | 6     | 126:160       | − 34  | 14               |
| 6. | US Marmande               | 6     | 0      | 8     | 156:182       | − 26  | 12               |
| 7. | SC Tulle                  | 5     | 1      | 8     | 148:216       | − 68  | 11               |
| 8. | CA Sarlat                 | 4     | 0      | 10    | 162:231       | − 69  | 8                |

|    | Team             | Siege | Unent. | Ndlg. | Spiel- punkte | Diff. | Tabellen- punkte |
| -- | ---------------- | ----- | ------ | ----- | ------------- | ----- | ---------------- |
| 1. | Stade Toulousain | 10    | 0      | 4     | 262:114       | + 148 | 20               |
| 2. | Section Paloise  | 10    | 0      | 4     | 237:108       | + 129 | 20               |
| 3. | RC Vichy         | 8     | 0      | 6     | 148:147       | + 1   | 16               |
| 4. | FC Saint-Claude  | 7     | 2      | 5     | 133:172       | − 39  | 16               |
| 5. | SC Graulhet      | 7     | 0      | 7     | 112:127       | − 15  | 14               |
| 6. | US Romans        | 5     | 1      | 8     | 120:169       | − 49  | 11               |
| 7. | UA Gaillac       | 4     | 1      | 9     | 85:182        | − 97  | 9                |
| 8. | SC Decazeville   | 3     | 0      | 11    | 103:181       | − 78  | 6                |

|    | Team                | Siege | Unent. | Ndlg. | Spiel- punkte | Diff. | Tabellen- punkte |
| -- | ------------------- | ----- | ------ | ----- | ------------- | ----- | ---------------- |
| 1. | AS Montferrand      | 11    | 0      | 3     | 311:166       | + 145 | 22               |
| 2. | Stade Beaumontois   | 9     | 0      | 5     | 248:117       | + 131 | 18               |
| 3. | CA Bègles           | 9     | 0      | 5     | 290:185       | + 105 | 18               |
| 4. | Stade Bagnérais     | 7     | 1      | 6     | 242:165       | + 77  | 15               |
| 5. | Stade Montchaninois | 5     | 1      | 8     | 195:267       | − 72  | 11               |
| 6. | Boucau Tarnos Stade | 5     | 1      | 8     | 121:258       | − 137 | 11               |
| 7. | Stade Ruthénois     | 5     | 0      | 9     | 116:279       | − 163 | 10               |
| 8. | CA Castelsarrasin   | 3     | 1      | 10    | 138:224       | − 86  | 7                |

|    | Team                  | Siege | Unent. | Ndlg. | Spiel- punkte | Diff. | Tabellen- punkte |
| -- | --------------------- | ----- | ------ | ----- | ------------- | ----- | ---------------- |
| 1. | US Dax                | 9     | 0      | 5     | 335:147       | + 188 | 18               |
| 2. | La Voulte Sportif     | 8     | 0      | 6     | 223:138       | + 85  | 16               |
| 3. | Racing Club de France | 8     | 0      | 6     | 215:152       | + 63  | 16               |
| 4. | Stade Aurillacois     | 7     | 2      | 5     | 137:165       | − 28  | 16               |
| 5. | FC Lourdes            | 7     | 0      | 7     | 169:173       | − 4   | 14               |
| 6. | SA Condom             | 6     | 0      | 8     | 117:243       | − 126 | 12               |
| 7. | SA Mauléon            | 5     | 1      | 8     | 160:223       | − 63  | 11               |
| 8. | SC Pamiers            | 4     | 1      | 9     | 123:238       | − 115 | 9                |

|    | Team                | Siege | Unent. | Ndlg. | Spiel- punkte | Diff. | Tabellen- punkte |
| -- | ------------------- | ----- | ------ | ----- | ------------- | ----- | ---------------- |
| 1. | RC Narbonne         | 11    | 0      | 3     | 312:115       | + 197 | 22               |
| 2. | Lyon OU             | 7     | 1      | 6     | 109:155       | − 46  | 15               |
| 3. | Stade Montois       | 7     | 0      | 7     | 243:185       | + 58  | 14               |
| 4. | Valence Sportif     | 7     | 0      | 7     | 141:110       | + 31  | 14               |
| 5. | Biarritz Olympique  | 7     | 0      | 7     | 132:175       | − 43  | 14               |
| 6. | US Cognac           | 6     | 0      | 8     | 147:145       | + 2   | 12               |
| 7. | FC Auch             | 5     | 1      | 8     | 152:206       | − 54  | 11               |
| 8. | CS Bourgoin-Jallieu | 5     | 0      | 9     | 103:248       | − 145 | 10               |

## Finalphase

### 1/16-Finale
| Datum         | Begegnung                                      | Ergebnis |
| ------------- | ---------------------------------------------- | -------- |
| 19. März 1972 | CA Brive – US Montauban                        | 30:03    |
| 19. März 1972 | Stade Dijonnais – Lyon Olympique Universitaire | 12:06    |
| 19. März 1972 | US Dax – Aviron Bayonnais                      | 19:14    |
| 19. März 1972 | Stade Montois – Stade Rochelais                | 23:16    |
| 19. März 1972 | RC Narbonne – FC Saint-Claude                  | 27:03    |
| 19. März 1972 | Stadoceste Tarbais – Racing Club de France     | 14:0     |
| 19. März 1972 | Stade Bagnérais – AS Montferrand               | 11:04    |
| 19. März 1972 | Stade Beaumontois – Stade Lavelanétien         | 24:12    |
| 19. März 1972 | RC Toulon – SO Chambéry                        | 08:03    |
| 19. März 1972 | US Bressane – La Voulte Sportif                | 15:11    |
| 19. März 1972 | SU Agen – FC Grenoble                          | 10:09    |
| 19. März 1972 | USA Perpignan – RC Vichy                       | 18:10    |
| 19. März 1972 | AS Béziers – Valence Sportif                   | 23:03    |
| 19. März 1972 | CA Bègles – Castres Olympique                  | 17:04    |
| 19. März 1972 | Stade Toulousain – Stade Aurillacois           | 16:06    |
| 19. März 1972 | Section Paloise – ES Avignon Saint-Saturnin    | 17:04    |

### Achtelfinale
| Datum         | Begegnung                           | Ergebnis |
| ------------- | ----------------------------------- | -------- |
| 9. April 1972 | CA Brive – Stade Dijonnais          | 21:12    |
| 9. April 1972 | US Dax – Stade Montois              | 32:09    |
| 9. April 1972 | RC Narbonne – Stadoceste Tarbais    | 13:12    |
| 9. April 1972 | Stade Bagnérais – Stade Beaumontois | 06:15    |
| 9. April 1972 | RC Toulon – US Bressane             | 34:0     |
| 9. April 1972 | SU Agen – USA Perpignan             | 10:09    |
| 9. April 1972 | AS Béziers – CA Bègles              | 11:07    |
| 9. April 1972 | Stade Toulousain – Section Paloise  | 04:13    |

### Viertelfinale
| Datum          | Begegnung                       | Ergebnis |
| -------------- | ------------------------------- | -------- |
| 23. April 1972 | CA Brive – US Dax               | 13:09    |
| 23. April 1972 | RC Narbonne – Stade Beaumontois | 24:10    |
| 23. April 1972 | RC Toulon – SU Agen             | 06:04    |
| 23. April 1972 | AS Béziers – Section Paloise    | 40:04    |

### Halbfinale
| Datum       | Begegnung              | Ergebnis |
| ----------- | ---------------------- | -------- |
| 7. Mai 1972 | CA Brive – RC Narbonne | 09:07    |
| 7. Mai 1972 | RC Toulon – AS Béziers | 06:19    |

### Finale
| 21. Mai 1972 | AS Béziers                                                        | 9 : 0         | CA Brive | Stade de Gerland, Lyon Zuschauer: 36.161 Schiedsrichter: Georges Domercq |
| 21. Mai 1972 | Versuche: Cabrol (1) Erhöhungen: Cabrol (1) Dropgoals: Cabrol (1) | (3:0) Bericht |          | Stade de Gerland, Lyon Zuschauer: 36.161 Schiedsrichter: Georges Domercq |

Aufstellungen
AS Béziers: Richard Astre, André Buonomo, Yvan Buonomo, Henri Cabrol, Jack Cantoni, Alain Estève, Gérard Lavagne, Jean-Louis Martin, Joseph Navarro, Olivier Saïsset, Jean Sarda, René Séguier, Georges Senal, Armand Vaquerin, Hélïos Vaquerin
CA Brive: Pierre Besson, Daniel Boulpiquante, Jean-Pierre Dales, Roger Fite, Jacques Genois, Marcel Lewin, Alain Marot, Michel Marot, Daniel Marty, Joël Merlaud, Marcel Puget, Jean-Pierre Puidebois, Jean-Claude Roques, Jean-Claude Rossignol, Michel Yachvili